# 白鳥玉季
白鳥玉季（2010年1月20日—）是日本女童星。出生於東京都 ，TopCoat所屬。

## 經歷
2011年一歲的她開始了演藝生涯，出演了企業廣告海報、商業廣告和網路廣告等。  2016年上半年在NHK播出的晨間劇《大姊當家》中電視劇出道，接著在同年上映的電影《永い言い訳》中首次電影出演。
2018年在电影《Out & Out》中與飾演男主角遠藤憲一搭檔，在舞台問候時冷靜的舉止引人注目。
2019年7月在TBS的電視劇《凪的新生活》中飾演白石麗一角，以超越大人的演技而備受矚目。 2020年1月播出的TBS電視劇《忒修斯之船》中飾演佐野鈴一角，以不輸實力派演員的演技而備受好評  ]。同年，她還出演了《mellow》 、 《酔うと化け物になる父がつらい》和《ステップ》等作品 ，將纖細且略帶成熟氣息的早熟少女角色，詮釋的很有存在感  。此外，她在同年上半年播出的NHK晨間劇《歡呼》中的演出亦引發熱烈迴響 ，此後又出演了許多作品 。
2022年7月，她宣布離開童星事務所Smile Monkey後，移籍至TopCoat 。

## 人物
興趣是寫詩和讀書。
特殊技能是微笑和平衡球。

## 演出作品

### 電視劇
- 晨間劇（NHK）
  - 大姊當家 第115話 - 第136話（2016年8月15日 - 9月8日）－星野青葉
  - 歡呼 第2話 - 第3話・最終話（2020年3月31日・4月1日・11月27日） - とみ（幼少期）[12][13]
- 特命指揮官 郷間彩香（2016年10月22日，富士電視台）
- 為愛人生～A LIFE～ 第1話・第2話（2017年1月15日・22日，TBS） - 川本櫻
- 真昼の悪魔 第2話（2017年2月11日，東海電視台・富士系電視台） - 京子
- 居酒屋ふじ 第4話（2017年7月30日，東京電視台） - カナ
- 民眾之敵～這世道，不是很奇怪嗎！？～ 第1話、第3話・第4話（2017年10月23日・11月6日・13日，富士電視台） - 小川花音
- 邊緣人 ～教你製作情婦的方法～（2017年，東京電視台） - 江戶川雷人的女兒
- 居酒屋ぼったくり 第8話（2018年6月2日，BS12 TwellV） - ウメ（兒童時代）
- ルームロンダリング 第3話・最終話（2018年11月19日・26日，MBS / 11月21日・28日，TBS） - 大野まくず（幼年）
- 特捜9 season2 第4話（2019年5月1日，朝日電視台） - 古関真由子（幼年）
- 凪的新生活（2019年7月19日 - 9月20日，TBS） - 白石麗[14]
- 忒修斯之船（2020年1月19日 - 3月22日，TBS） - 佐野鈴[15][16][17]
- 彼女が成仏できない理由（2020年9月12日 - 10月17日，NHK綜合頻道） - 川本絵里奈[18][19][20]
- 大河劇（NHK）
  - 麒麟來了 第25話 - （2020年9月27日 - ） - 阿岸（童年）[21]
  - 怎麼辦家康（2023年） - 茶茶（幼年）[22][23]
- 一億円のさようなら 第2話（2020年10月4日，NHK BS Premium・NHK BS4K） - 生田沙那 役
- 極道主夫（2020年10月11日 - 12月13日，讀賣電視台・日本電視台） - 黑田向日葵[24]
  - 極道主夫 爆笑!カチコミSP（2022年5月27日，日本電視台） [25]
- 春的詛咒（2021年5月22日，東京電視台） ‐ 立花夏美（11歳時）
- X光室的奇蹟～放射科的診斷報告～ 第2話（2021年10月11日，富士電視台） - 速川花戀[26]
- 岸邊露伴一動也不動 第6話（2021年12月29日，NHK綜合頻道） - 大鄉桐子[27]
- 椅子 第5話「まぼろしの」（2022年6月24日，WOWOW）- 千繪[28]
- 前男友的遺書 第4話（2022年5月2日，富士電視台） - 清宮希[29]
- 二十四の瞳（2022年8月8日，NHK BS Premium・NHK BS4K）
- 0.5的男人（2023年5月28日 - 6月25日，WOWOW） - 鹽谷惠麻（12歲）[30]
- 最喜歡的花（2023年10月12日 - 12月21日，富士電視台） - 望月希子[31]
- スピーク・ロー 第4話「どっちの名字？」（2023年12月26日，NHK教育頻道） - 狩野真莉
- ユーミンストーリーズ 第3話「春よ、来い」（2024年3月18日 - 21日，NHK綜合頻道） - 上原多英[32]
- 水平線のうた（2025年3月1日・8日，NHK綜合頻道・NHK BS Premium 4K） - 阿部りら[33]
- 明天會是更好的一天 第4話（2025年7月29日，富士電視台） - 石田葉月[34]

### 網路劇
- 御手洗家、炎上（2023年7月13日，Netflix） - 村田杏子（少女時期）

### 電影
- 永い言い訳（2016年10月14日，ASMIK ACE） - 大宮燈[35][36]
- 電影版妖怪手錶：飛天巨鯨與兩個世界的大冒險喵！（2016年12月17日，東寶） - 南海カナミ（幼年）
- 銀魂2：規矩是為了被打破而存在的（2018年8月17日，日本華納兄弟）
- アウト&アウト（2018年11月16日，SHOWGATE） - 黒木栞[37][38]
- mellow（2020年1月17日，關西電視台・波麗佳音） - 原田さほ[39][40]
- 酔うと化け物になる父がつらい（2020年3月6日，Phantom Film） - 田所サキ（幼年）
- ステップ（2020年7月17日，愛貝克思影業） - 武田美紀（6〜8歳）[41]
- すばらしき世界（2021年2月11日，日本華納兄弟） - 西尾あゆみ
- 流浪的月（2022年5月13日，GAGA） - 家内更紗（幼年）[42]
- 極道主夫 THE CINEMA（2022年6月3日，索尼影視娛樂） - 黒田向日葵[43][44][45]
- 擅長捉弄人的高木同學（2024年5月31日，東寶） - 大関みき[46]
- アイミタガイ（2024年11月1日，SHOWGATE）[47]

### 動畫電影
- 神奇柑仔店 錢天堂 釣鯛魚燒（2020年8月14日、東映） - 冬子[48]

## 外部連結
- 白鳥玉季官方網站
- 白鳥玉季的Instagram帳戶